# نهلة الشهال
نهلة الشهال هي كاتبة صحفية وباحثة وناشطة وهي أبنة لأم عراقية وأب لبناني، وكان كلا منهما مهتمًا بالنضال الشيوعي. كانت نهلة واحدة من قادة منظمة العمل الشيوعي في لبنان وإحدى المشاركين في الحزب الشيوعي اللبناني. علاوة على ذلك، تعمل نهلة كاتبة عمود في صحيفة الحياة العربية التي تصدر في لندن. دَرَّست نهلة في الجامعة اللبنانية لمدة أحد عشر عامًا، ثم انتقلت بعد ذلك إلى باريس لتركز على البحث وهي الآن تشغل منصب رئيس جمعية الباحثات العربيات.
وهي شقيقة المخرجة الراحلة رندة الشهال وتقيم حاليًا في باريس بفرنسا، حيث توفيت رندة.

## المنشورات
- الهوية العراقية الكامنة (2003) والذي نشر في كتاب الشرق الأوسط تحت الصدمة
- القدرة الهائلة علي الاندماج في النظام اللبناني (2002)
- إبريل في جنين (2000)

## وصلات خارجية
- كتابات نهلة الشهال